# Leopoldo Marangoni
Leopoldo Marangoni (Milano, 18 settembre 1914 – Bardia, 6 gennaio 1941) è stato un aviatore e militare italiano, che con il grado di tenente pilota della specialità caccia, partecipò alla seconda guerra mondiale combattendo sul fronte francese, e in Africa settentrionale. Per il suo comportamento nell'ultima missione fu decorato di medaglia d'oro al valor militare alla memoria.

## Biografia
Nacque a Milano il 18 settembre 1914, figlio di Cesare e Maria Ramazzotti. Conseguì la maturità presso il Liceo "Vittorio Veneto" di Milano, iscrivendosi successivamente presso l'Università Cattolica, Facoltà di Scienze economiche e commerciali. Nel 1936 si appassionò al volo, ottenendo il brevetto di pilota civile presso la Reale Unione Nazionale Aviazione (R.U.N.A.) nel settembre dello stesso anno. Laureatosi nel 1937, entrò nella Regia Aeronautica come ufficiale di complemento. Conseguito il brevetto di pilota militare sull'aeroporto di Malpensa, viene destinato a prestare servizio presso il 1º Stormo Caccia Terrestre basato sull'aeroporto di Udine-Campoformido. Su questa base strinse una solida amicizia con Carlo Romagnoli, prima di congedarsi nel 1939. Ritornato alla vita civile entrò nell'industria di famiglia, dedicandosi all'altra sua passione, l'automobilismo. Partecipò con buon successo a due edizioni della Mille Miglia come "gentleman driver". Con l'entrata in guerra del Regno d'Italia, il 10 giugno 1940, fu richiamato in servizio, assegnato al 3º Stormo Caccia Terrestre basato sull'aeroporto di Alessandria-Novi Ligure. Prese parte alle operazioni belliche contro la Francia, e il 7 luglio venne assegnato alla 75ª Squadriglia del 23º Gruppo Autonomo Caccia Terrestre, comandato dal maggiore Tito Falconi. Tale reparto, basato a Comiso (Sicilia), fu impegnato nelle operazioni contro l'isola di Malta. A causa di problemi fisici venne posto licenza di convalescenza, rientrando in forza al reparto pur non essendo ancora pienamente ristabilito. Il 16 dicembre l'intero 23º Gruppo si trasferì a Tripoli, in Africa settentrionale, dove ricevette i caccia Fiat C.R.42 Falco ceduti dal 4º Stormo Caccia Terrestre in attesa di ritornare in Italia per riequipaggiarsi con i nuovi monoplani Aermacchi C.200 Saetta.
Il 5 gennaio 1941 una formazione di 17 caccia C.R.42 del 23º Gruppo decollò per scortare 5 bombardieri Savoia-Marchetti S.79 Sparviero del 34º Stormo Bombardamento Terrestre che dovevano colpire una formazione corazzata nemica a sud di Sidi Aziz. Gli aerei italiani furono intercettati da una formazione di caccia Hawker Hurricane Mk.I appartenenti ai No. 73 e No. 274 Squadron della Royal Air Force. Nel conseguente combattimento andarono perduti quattro caccia e due bombardieri italiani, tra cui il suo aereo. Gravemente ferito alla gamba destra da un proiettile, riuscì a lanciarsi con il paracadute, venendo catturato dalle truppe inglesi una volta toccato terra. Ricoverato in gravi condizioni presso un ospedale da campo, si spense alle 5:30 del 6 gennaio. La sua tomba, posta su una collina a 18 km da Sidi Barrani, venne casualmente scoperta durante l'avanzata delle truppe italo-tedesche nel corso dell'estate del 1941, per andare definitivamente perduta durante le fasi della ritirata di El Alamein. Gli fu assegnata la Medaglia d'oro al valor militare alla memoria e, il 31 maggio 1942, gli fu intitolato un liceo di Milano ed un asilo nella vicina Bovisio Masciago.

### Annotazioni
1. ↑  Industriale proprietario di un sugherificio a Bovisio Masciago.
2. ↑  Che in seguito divenne suo cognato sposando sua sorella Olga.
3. ↑  Affetto da continue tonsilliti egli decise, contro il parere dei medici, di sottoporsi a tonsillectomia.
4. ↑  L'unità contava su 20 caccia Fiat C.R.42, appartenenti alla 70ª, 74ª e 75ª Squadriglia, e tre velivoli da trasporto Caproni Ca.133.
5. ↑  La morte fu causata dell'estrema debolezza dovuta alla copiosa perdita di sangue.

### Fonti
1. 1 2  Viola 2014, p. 28.
2. 1 2 3 4 5  Ufficio Storico dell'Aeronautica Militare 1969, p. 214.
3. 1 2 3 4  Viola 2014, p. 29.
4. 1 2 3 4 5 6 7 8 9 10 11  Viola 2014, p. 30.
5. 1 2 3  Pagliano 1954, p. 252.
6. 1 2 3 4 5 6  Viola 2014, p. 32.
7. ↑  Viola 2014, p. 33.
8. 1 2  Viola 2014, p. 34.
9. ↑  Viola 2014, p. 35.